# 宮田哲朗
宮田 哲朗（みやた てつろう、1989年6月29日 - ）は、日本の男性声優。香川県出身。AIR AGENCY所属。

## 略歴
アミューズメントメディア総合学院大阪校声優タレント学科、AIR AGENCY声優養成所卒業。

## 人物
方言は関西弁。
趣味は映画鑑賞。特技は払い腰(柔道二段)。

## 出演

### テレビアニメ
2017年
- ACCA13区監察課（ジュモーク支部駐在員）
- 鬼平（ヤクザ）
- GRANBLUE FANTASY The Animation（帝国兵B）

2018年
- 銀河英雄伝説 Die Neue These 邂逅（生徒、騎士団）
- メルクストーリア -無気力少年と瓶の中の少女-（キャタル、ヴォイシア）
- からくりサーカス（誘拐組）

2019年
- あんさんぶるスターズ!（男子生徒）
- かつて神だった獣たちへ（兵士D）
- 戦姫絶唱シンフォギアXV（僧侶）
- 慎重勇者〜この勇者が俺TUEEEくせに慎重すぎる〜（道具屋）

2020年
- ダーウィンズゲーム（ジャイロヘッズ〈男〉）
- ハクション大魔王2020（大型犬）
- デカダンス（解体工の親方）
- キングスレイド 意志を継ぐものたち（トレント）
- ゴールデンカムイ（観客）
- 池袋ウエストゲートパーク（レッドエンジェルスH）
- ひぐらしのなく頃に業（2020年 - 2021年、園崎弁護士、村人） - 2シリーズ

2021年
- 転生したらスライムだった件（2021年 - 2024年、聖騎士団員、コウセル） - 2シリーズ
- 魔入りました!入間くん（バツ）
- RE-MAIN（柔道部員A）
- 不滅のあなたへ（島民）
- プラチナエンド（男性MC）
- 境界戦機（2021年 - 2022年、レジスタンス隊員、北米軍兵士、ヤタガラス隊員） - 2シリーズ
- 世界最高の暗殺者、異世界貴族に転生する（売人）
- 月とライカと吸血姫（運送屋C）

2022年
- 現実主義勇者の王国再建記（貴族）
- 薔薇王の葬列（貴族A）
- 処刑少女の生きる道（門番）
- ダンジョンに出会いを求めるのは間違っているだろうかIV 新章 迷宮篇（ドルムルの仲間）
- 機動戦士ガンダム 水星の魔女（2022年 - 2023年、参列者、パイロット） - 2シリーズ
- ジョジョの奇妙な冒険 ストーンオーシャン（看守A）

2023年
- 陰の実力者になりたくて!（通行人）
- Dr.STONE NEW WORLD（重鎮）
- ゾン100〜ゾンビになるまでにしたい100のこと〜（消防士ゾンビ）
- SYNDUALITY Noir
- はたらく魔王さま!!（兵士）
- アンダーニンジャ（UNの声）

2024年
- 即死チートが最強すぎて、異世界のやつらがまるで相手にならないんですが。（剣聖ウラベ、ナイフ）
- 異世界失格（国民）
- 2.5次元の誘惑（カメコ）

2025年
- ざつ旅-That's Journey-（男性）

### 劇場アニメ
- 劇場版マクロスΔ 激情のワルキューレ（2018年）
- 劇場版 PSYCHO-PASS サイコパス PROVIDENCE（2023年、厚生省事務次官）
- コードギアス 奪還のロゼ（2024年、超合集国首脳）

### OVA
- 神田川JET GIRLS ここから始まる東京ガールズプロモーション（2020年、役員A）

### Webアニメ
- SAND LAND: THE SERIES（2024年、サンドランド国民、フォレストランド王国軍兵士、フォレストランド国民）

### ゲーム
- モンスターハンターストーリーズ2 〜破滅の翼〜（2021年）

### 吹き替え
- アイデア・オブ・ユー 〜大人の愛が叶うまで〜
- この恋で鼻血を止めて（ヒーローN[6]、黒スーツ[7]）
- THE WAVE（アルヴィド 他[2]）
- シー・サバイバー[2]
- スター・ウォーズ/クローン・ウォーズ
- ハート・オブ・ストーン[8]
- 龍族 -The Blazing Dawn-（ガードマン、所長）
- トゥームレイダー : レジェンド・オブ・ララ・クロフト（ジョナ）[9]
- バスティオン36
- ノー・グッド・ディード～麗しの家～（マイキー〈デニス・リアリー〉)
- マレガオンのスーパーボーイズ〜夢は映画と共に〜

### ドキュメンタリー
- ヘリコプター・ハイスト: 舞い降りた略奪者 －制作の舞台裏－(2024年、Netflix)

### シリーズ一覧
1. ↑  『業』（2020年）、続編『卒』（2021年）
2. ↑  第2期第1部（2021年）、第3期（2024年）
3. ↑  第一部（2021年）、第二部（2022年）
4. ↑  Season1（2022年）、Season2（2023年）